# Gilles Laheurte
Gilles Marie-Paul Laheurte (* 1946 in Lyon) ist ein französischer Architekt, Fotograf, Autor, Musikproduzent und Jazzmusiker (Sopransaxophon, Perkussion).

## Leben und Wirken
Laheurte wuchs in Deutschland und Österreich (1947–1964) auf und begann mit acht Jahren, Trompete zu spielen; mit 18 Jahren lernte er Posaune. Er besuchte zwei Jahre die École d’Architecture de Strasbourg. 1966 zog er nach New York, wo er an der Columbia University studierte (Abschluss 1972). In den 1970er-Jahren arbeitete er als Architekt für private Auftraggeber; ab Ende des Jahrzehnts war er in Afrika und Haiti in den folgenden 25 Jahre für internationale Organisationen tätig; von 1979 bis 1986 lebte er in Tansania, Kenia, Haiti und Ruanda.  2004 gründete er HARMONIS International, eine beratende Gesellschaft, die sich mit der Planung nachhaltiger Entwicklung im Entwicklungszusammenhang beschäftigt (Habitat, Architecture, Monitoring, and Infrastructures = HARMONIS).
Laheurte arbeitete ferner als Übersetzer und Autor, Fotograf und Musiker. Er vertrat in den Vereinigten Staaten Steve Lacys Label Senator Records und den Verlag Editions Fortuna. Er schrieb für die Zeitschrift Jazz Improv NY, verfasste ein Buch über eine Japantournee von Steve Lacy (Let’s Call This: The Bath, 2001) und eine Reihe von Liner Notes (u. a. für Steve Lacys Album Snips: Live at Environ (2000) sowie für Ken Filiano & Quantum Entanglements: Dreams from a Clown Car, 2010).
Als Musiker war er in Haiti als Mitglied eines Amateurquintetts (1982–84) aktiv, das meist Dixieland-Jazz spielte. Während seines Aufenthalts in Ruanda studierte er Musiktheorie und beschäftigte sich autodidaktisch mit dem Sopran- und Sopranino-Saxophon, Bassklarinette, Mbira, Becken, Gongs und anderer Perkussion.  und gab 1986 in Kigali ein Solokonzert auf dem Sopransaxophon. In New York City wirkte er 2004 bei einem Steve-Lacy-Tribut-Projekt mit und veröffentlichte mehrere Soloalben. Als Associate Producer wirkte er bei Veröffentlichung der Steve-Lacy-CD Ten of Dukes and Six Originals (Senators Records, 2002) mit; ferner produzierte er mehrere Musik-DVDs von Steve Lacy (Monk's Dream Live at Iridium, 2002, ed. 2008, und Monksiland 2004) sowie von u. a. Michael Attias, Kevin Norton, Will Holshouser und Tony Malaby.

## Publikationen
- Let's Call This: The Bath, Steve Lacy on Tour 1995-2000. 2001

## Diskographische Hinweise
- Jump and Flee! Improvised Music, Retrospective 1979-1986 (Self-Gratifying Productions, 1998)
- Short Cuts, Improvised Music 1998-2004 (Self-Gratifying Productions)
- Dreams, A Humble Tribute to Steve Lacy (Self-Gratifying Productions, 2005) (2005[3]), mit Mark Sanders, Masahiko Togashi
- Moments of Life (Self-Gratifying Productions, 2008)
- Wings of Light (2013[4])